# Cosmos 19
Cosmos 19 (en cirílico, Космос 19) fue un prototipo de satélite artificial soviético perteneciente a la clase de satélites DS (en concreto, era un DS-P1, el segundo de su tipo en ser puesto en órbita con éxito) y lanzado el 6 de agosto de 1963 mediante un cohete Kosmos-2I desde Kapustin Yar.

## Objetivos
El objetivo de Cosmos 19 fue servir de objetivo de radar para probar los sistemas de detección soviéticos antimisiles.

## Características
Cosmos 19 tenía una masa de 355 kg y reentró en la atmósfera el 30 de marzo de 1964. El satélite fue inyectado en una órbita con un perigeo de 267 km y un apogeo de 497 km, con una inclinación orbital de 49 grados y un período de 92,1 minutos.